# Dino Compagni
Dino Compagni (1255 Florencie – 26. února 1324 Florencie) byl florentský obchodník, politik a kronikář. Compagni se narodil v bohaté rodině, která byla straníkem guelfů. Je autorem silně subjektivní kroniky vztahující se k lombardským událostem v rozmezí let 1280–1312.